# Министър-председател на Украйна
Министър-председателят на Украйна (на украински: Прем'єр-міністр України) е глава на правителството в страната. Мандатът му е петгодишен и се избира от Върховната Рада.

## Списък на министър-председателите на Украйна
| #   | Име                  | Мандат          | Политическа партия                            |
| --- | -------------------- | --------------- | --------------------------------------------- |
| 1.  | Витолд Фокин         | 1991 – 1992 г.  | независим                                     |
| 2.  | Леонид Кучма         | 1992 – 1993 г.  | независим                                     |
| 3.  | Виталий Масол        | 1994 – 1995 г.  | независим                                     |
| 4.  | Евген Марчук         | 1995 – 1996 г.  | Социалдемократическа партия                   |
| 5.  | Павло Лазаренко      | 1996 – 1997 г.  | Всеукраинско обединение „Общност“             |
| 6.  | Валери Пустовойтенко | 1997 – 1999 г.  | независим / Народнодемократическа партия      |
| 7.  | Виктор Юшченко       | 1999 – 2001 г.  | независим                                     |
| 8.  | Анатоли Кинах        | 2001 – 2002 г.  | Партия на индустриалците и предприемачите     |
| 9.  | Виктор Янукович      | 2002 – 2005 г.  | Партия на регионите                           |
| 10. | Юлия Тимошенко       | 2005 – 2005 г.  | Всеукраински съюз „Отечество“                 |
| 11. | Юрий Ехануров        | 2005 – 2006 г.  | Народен съюз „Наша Украйна“                   |
| 12. | Виктор Янукович      | 2006 – 2007 г.  | Партия на регионите                           |
| 13. | Юлия Тимошенко       | 2007 – 2010 г.  | Всеукраински съюз „Отечество“                 |
| 14. | Микола Азаров        | 2010 – 2014 г.  | Партия на регионите                           |
| 15. | Арсений Яценюк       | 2014 – 2016 г.  | Всеукраински съюз „Отечество“ / Народен фронт |
| 16. | Володимир Гройсман   | 2016 – 2019     | Блокът на Петро Порошенко „Солидарност“       |
| 17. | Алексей Гончарук     | 2019 – 2020     | независим                                     |
| 18. | Денис Шмигал         | 2020 – 2025     | независим                                     |
| 19. | Юлия Свириденко      | 2025 – настояще | независима                                    |